# Rosalia birmanicus
Rosalia birmanicus är en skalbaggsart som först beskrevs av Itzinger 1943. Rosalia birmanicus ingår i släktet Rosalia och familjen långhorningar.
Artens utbredningsområde är Myanmar. Inga underarter finns listade i Catalogue of Life.